# Kazimierz Pieniążek
Kazimierz Pieniążek CR (ur. 4 marca 1907 w Chęcinach, zm. 2 kwietnia 1940 w Palmirach) – polski duchowny katolicki, ojciec zakonny ze Zgromadzenia Zmartwychwstania Pana Naszego Jezusa Chrystusa, Sługa Boży Kościoła katolickiego.

## Życiorys
Był  prezbiterem pełniącym obowiązki rektora kościoła zmartwychwstańców pod wezwaniem św. Kazimierza. Po agresji niemieckiej na Polskę i anektowaniu jej części zgodnie z traktatem o granicach i przyjaźni pomiędzy III Rzeszą a Związkiem Socjalistycznych Republik Radzieckich doszło do aresztowania, które nastąpiło 1 kwietnia 1940 roku. Prowadził działalność duszpasterską w Warszawie. Zamordowany został przez Niemców w masakrze dokonanej w Palmirach co upamiętnia tablica umieszczona na lewym filarze przedsionka kościoła.
Jest jednym z 122 Sług Bożych, wobec których 24 maja 2011 roku zakończył się diecezjalny etap procesu beatyfikacyjnego drugiej grupy męczenników z okresu II wojny światowej – Henryka Szumana i 121 towarzyszy.